# الشريات (يريم)

تعديل مصدري - تعديل

الشريات محلة تابعة لقرية شعر، التابعة لعزلة بني عمر بمديرية يريم إحدى مديريات محافظة إب في الجمهورية اليمنية.، بلغ تعداد سكانها 125 حسب تعداد اليمن لعام 2004.